# Documento normativo
Documento normativo é um documento que estabelece regras, diretrizes ou características para atividades ou seus resultados. É um termo genérico que engloba documentos como normas, especificações técnicas, códigos de prática e regulamentos. Os termos para diferentes tipos de documentos normativos são definidos considerando o documento e seu conteúdo como uma entidade única.
Segundo a ABNT (Associação Brasileira de Normas Técnicas) um documento normativo tem por finalidade estabelecer regras, diretrizes ou características para execução de atividades e alcance de resultados, podendo existir diferentes tipos, definidos pelo conteúdo e pela hierarquia de documentos estabelecida por cada organização. Por outro lado, não basta apenas estabelecer tipos e conteúdos para cada documento, é preciso aplicar um modelo de gestão eficaz que garanta a devida efetividade na garantia e controle da qualidade em cada uma das etapas do ciclo de vida de um documento normativo, onde resumidamente podemos definir como criação ou revisão, aprovação e publicação. 